# Nicolás Barbieri
Nicolás Barbieri és professor agregat a la Universitat Oberta de Catalunya, en els estudis d'Arts i Humanitats. La seva recerca es concentra en l'anàlisi i avaluació de les polítiques i la gestió de la cultura, amb especial èmfasi en els drets culturals i les desigualtats en el seu exercici. Ha estat investigador convidat a la Université de Montpellier, la Universidad Nacional de Avellaneda i la Universidad Nacional de Tres de Febrero. Ha publicat llibres, capítols de llibres i articles en revistes internacionals, que es poden consultar en aquest link. És autor del bloc http://ubicarse.net.